# Territorio nacional del Río Negro
El Territorio Nacional del Río Negro o Gobernación del Río Negro fue la división territorial argentina creada en 1884 que antecedió a la formación de la provincia de Río Negro en 1955.

## Antecedentes
La conquista del territorio del Río Negro fue completada cuando el presidente Julio Argentino Roca ordenó al coronel Conrado Villegas que con 1700 soldados en tres brigadas ocupara los territorios al sur del río Negro, campaña que comenzó a principios de 1881.
Por la ley N° 1.265 del 24 de octubre de 1882 se dispuso la enajenación de tierras de propiedad de la Nación, y a esos efectos se dividió la Gobernación de la Patagonia en dos sectores separados por los ríos Agrio, Neuquén y Negro, denominados: territorios de la Pampa (o de la Pampa Central) y territorios de la Patagonia, sin que se alterara su gobierno. El primero incluía la actual provincia de La Pampa y sectores hoy pertenecientes a las provincias de Río Negro, Mendoza, San Luis, Córdoba, Neuquén y Buenos Aires.

## El Territorio Nacional
Por ley nacional N° 1.532, del 16 de octubre de 1884, llamada de Organización de los Territorios Nacionales, se creó el Territorio Nacional del Río Negro con partes de las extinguidas gobernaciones de la Patagonia y de la Pampa Central.

Artículo 3º.- Gobernación del Río Negro, con los siguientes: por el Norte, el Río Colorado. Por el Este, el meridiano 5º hasta tocar al río Negro, siguiendo este río y la costa del Atlántico. Por el Sur, el paralelo 42º. Por el Oeste, la cordillera divisoria con Chile, el curso del Limay, del Neuquén y prolongación del meridiano 10º hasta el Colorado.

El gobernador era designado por el Poder Ejecutivo Nacional, con acuerdo del Senado, y duraban tres años en sus funciones, pudiendo ser designado para un nuevo período. Dependía del Ministerio del Interior. Cada uno de los departamentos en que se subdividía el Territorio Nacional del Río Negro tenía un juez de paz y un comisario de policía. La ley estableció en su artículo 7 que el gobernador se constituía como comandante en jefe de la gendarmería y guardia nacional, y que debía colocar en cada distrito un comisario de policía con su correspondiente dotación. La ley estipulaba que al llegar a los 60.000 habitantes, los territorios podían transformarse en provincias.
Por decreto del 6 de mayo de 1885 se dividió el Territorio del Río Negro en 7 departamentos, denominados I, II, III, IV, V, VI y VII. Estos departamentos recibieron nuevos nombres por el decreto del 19 de mayo de 1904.
En 1899 una inundación del río Negro destruyó gran parte de los Fuertes recientemente formados, incluyendo el Fuerte de General Roca, que debió ser reconstruido en su emplazamiento actual al noroeste del lugar original. Esta inundación también destruyó la ciudad de Viedma, que tras ser la capital de la gobernación de la Patagonia, pasó a ser la capital del Río Negro, lo cual fue confirmado por el decreto firmado por el presidente Roca el 9 de mayo de 1900. Provisoriamente, tras la inundación ocurrida en julio de 1899, el gobierno del territorio se ubicó en Choele Choel, desde el 4 de septiembre de 1899, hasta regresar a Viedma en 1900.

En 1914 entre el 15% y el 19% de la población de Río Negro eran inmigrantes de Europa (la mayoría españoles).

A comienzos del siglo XX se fundaron varias colonias agrícolas en la región del Alto Valle del Río Negro: Cipolletti en 1903, Allen en 1907, Ingeniero Huergo en 1914 y Villa Regina en 1924.
Por decreto del 20 de octubre de 1915, los departamentos fueron elevados a trece.
Un decreto del presidente Victorino de la Plaza del 29 de abril de 1916, dispuso:

Artículo 1º -Los departamentos de General Roca y El Cuy, del Territorio Nacional del Río Negro, pasarán a depender del Neuquén, a cuyo territorio serán anexados en su forma actual y con los límites conferidos por el decreto de octubre 20 de 1915 (División departamental de los territorios nacionales), salvo las modificaciones que pueda introducir en esa disposición el Honorable Congreso, a quien se dará cuenta de la medida en su próximo período parlamentario.

Lo que se hizo efectivo poco después. Tras el desconocimiento de la medida por el juez letrado de Neuquén a quien le correspondía incorporar a su jurisdicción los dos departamentos y por el juez letrado de Viedma (quien quedaba desafectado), por no haber sido realizado por ley del Congreso Nacional, otro decreto durante la presidencia de Hipólito Yrigoyen, del 20 de mayo de 1918 dejó sin efecto la transferencia, lo que se cumplió el 8 de junio.
En 1924 se creó el parque nacional Nahuel Huapi, sobre la base de las tierras donadas por Francisco Pascasio Moreno en 1903.
El 12 de agosto de 1954, el Congreso Nacional aprobó la ley N° 14.315 Orgánica de los Territorios Nacionales.

## Provincialización
El 15 de junio de 1955 el Congreso Nacional sancionó la ley N°14.408 promulgada por el Poder Ejecutivo Nacional el día 28 por la cual se creó la Provincia de Río Negro y otras 4 más. Por el decreto ley N° 4.347 del 26 de abril de 1957 se facultó a los comisionados federales a convocar al pueblo de las nuevas provincias para que elijan los convencionales que procederían a dictar sus constituciones.

artículo 1º: Decláranse provincias, de acuerdo con lo establecido en los artículos 13 y 68, inciso 14), de la Constitución nacional a todos los territorios nacionales con los límites que a continuación se expresan:

a) se constituirán tres provincias que tendrán respectivamente los límites de los actuales territorios nacionales de Formosa, Neuquén y Río Negro.

b) se constituirá otra provincia, limitada al Norte por el paralelo 42°; al Este por el Océano Atlántico; al Oeste, con la línea divisoria con la República de Chile y al Sur, con el paralelo 46°.

c) se constituirá otra provincia limitada al norte por el paralelo 46°; al Este por el Océano Atlántico; al Oeste por la línea divisoria con la República de Chile y al Sur con el Polo, comprendidos la Tierra del Fuego, islas del Sur Atlántico y Sector Antártico Argentino.

artículo 2º: El Poder Ejecutivo Nacional, procederá a convocar las convenciones constituyentes en las ciudades de Formosa, Neuquén, Rawson, Viedma y Río Gallegos, las que serán capitales provisionales de las nuevas provincias (...)

El 10 de diciembre de 1957 fue promulgada la Constitución provincial.